# Persone di nome Luigi/Cardinali
| Questa pagina contiene informazioni ricavate automaticamente dalle voci biografiche con l'ausilio del template Bio e di un bot. L'aggiornamento è periodico e automatico e ricostruisce completamente la pagina. Se manca una persona in questa lista, sei pregato di non aggiungerla, ma accertati piuttosto che la sua voce biografica contenga il template Bio e che i dati anagrafici siano correttamente compilati. Se il template Bio manca, inseriscilo tu stesso o, in alternativa, metti l'avviso {{tmp\|Bio}} che ne segnala la mancanza. Se i dati riportati sono sbagliati, correggi direttamente la voce biografica; le modifiche saranno visibili in questa lista entro pochi giorni. Per chiarimenti vedi il progetto antroponimi. La lista contiene solo le 52 persone che sono citate nell'enciclopedia e per le quali è stato implementato correttamente il template Bio. Pagina aggiornata al 18 apr 2019. |

Questa è una lista di persone presenti nell'enciclopedia che hanno il prenome Luigi e come attività principale sono Cardinali

## A(1)
- Luigi Amat di San Filippo e Sorso, cardinale italiano (Sinnai, n.1796 - Roma, †1878)

## B(3)
- Luigi Maria Bilio, cardinale italiano (Alessandria, n.1826 - Roma, †1884)
- Luigi di Borbone-Vendôme, cardinale francese (Parigi, n.1612 - Aix-en-Provence, †1669)
- Luigi Bottiglia Savoulx, cardinale italiano (Cavour, n.1752 - Roma, †1836)

## C(4)
- Luigi Caetani, cardinale e arcivescovo cattolico italiano (Piedimonte, n.1595 - Roma, †1642)
- Luigi Capotosti, cardinale e arcivescovo cattolico italiano (Monte Giberto, n.1863 - Roma, †1938)
- Luigi Capponi, cardinale, arcivescovo cattolico e bibliotecario italiano (Firenze, n.1583 - Roma, †1659)
- Luigi Ciacchi, cardinale italiano (Pesaro, n.1788 - Roma, †1865)

## D(7)
- Luigi Dadaglio, cardinale e arcivescovo cattolico italiano (Sezzadio, n.1914 - Roma, †1990)
- Luigi De Magistris, cardinale e arcivescovo cattolico italiano (Cagliari, n.1926)
- Luigi Del Drago, cardinale italiano (Roma, n.1776 - Roma, †1845)
- Luigi d'Aragona, cardinale italiano (Napoli, n.1474 - Roma, †1519)
- Luigi d'Este, cardinale italiano (Ferrara, n.1538 - Roma, †1586)
- Luigi Antonio di Borbone-Spagna, cardinale spagnolo (Madrid, n.1727 - Arenas de San Pedro, †1785)
- Luigi di Canossa, cardinale e vescovo cattolico italiano (Verona, n.1809 - Verona, †1900)

## E(1)
- Luigi Ercolani, cardinale italiano (Foligno, n.1758 - Roma, †1825)

## F(1)
- Luigi Frezza, cardinale e arcivescovo cattolico italiano (Civita Lavinia, n.1783 - Roma, †1837)

## G(8)
- Luigi Galimberti, cardinale e arcivescovo cattolico italiano (Roma, n.1836 - Roma, †1896)
- Luigi Gazzoli, cardinale italiano (Terni, n.1735 - Roma, †1809)
- Luigi Giordani, cardinale e arcivescovo cattolico italiano (Santa Maria Codifiume, n.1822 - Ferrara, †1893)
- Ercole Gonzaga, cardinale italiano (Mantova, n.1505 - Trento, †1563)
- Luigi Gualterio, cardinale e arcivescovo cattolico italiano (Orvieto, n.1706 - Frascati, †1761)
- Luigi di Guisa, cardinale francese (Parigi, n.1575 - Saintes, †1621)
- Luigi di Guisa, cardinale francese (Joinville, n.1527 - Parigi, †1578)
- Luigi di Guisa, cardinale francese (Dampierre, n.1555 - Blois, †1588)

## L(3)
- Luigi Lambruschini, cardinale, arcivescovo cattolico e politico italiano (Sestri Levante, n.1776 - Roma, †1854)
- Luigi Lavitrano, cardinale e arcivescovo cattolico italiano (Forio, n.1874 - Castel Gandolfo, †1950)
- Luigi Maria Lucini, cardinale italiano (Milano, n.1666 - Roma, †1745)

## M(2)
- Luigi Macchi, cardinale italiano (Viterbo, n.1832 - Roma, †1907)
- Luigi Mattei, cardinale italiano (Roma, n.1702 - Roma, †1758)

## O(3)
- Luigi Alessandro Omodei, cardinale italiano (Milano, n.1608 - Roma, †1685)
- Luigi Omodei, cardinale italiano (Madrid, n.1657 - Roma, †1706)
- Luigi Oreglia di Santo Stefano, cardinale e arcivescovo cattolico italiano (Bene Vagienna, n.1828 - Roma, †1913)

## P(5)
- Luigi Pallotti, cardinale italiano (Albano Laziale, n.1829 - Roma, †1890)
- Luigi Pandolfi, cardinale italiano (Cartoceto, n.1751 - Roma, †1824)
- Luigi Pisani, cardinale e vescovo cattolico italiano (Venezia, n.1522 - Venezia, †1570)
- Luigi Poggi, cardinale e arcivescovo cattolico italiano (Piacenza, n.1917 - Roma, †2010)
- Luigi Priuli, cardinale italiano (Venezia, n.1650 - Roma, †1720)

## R(4)
- Luigi Raimondi, cardinale e arcivescovo cattolico italiano (Acqui Terme, n.1912 - Città del Vaticano, †1975)
- Luigi de' Rossi, cardinale italiano (Firenze, n.1474 - Roma, †1519)
- Luigi Rotelli, cardinale italiano (Corciano, n.1833 - Roma, †1891)
- Luigi Ruffo Scilla, cardinale e arcivescovo cattolico italiano (Sant'Onofrio, n.1750 - Napoli, †1832)

## S(3)
- Luigi Sepiacci, cardinale italiano (Castiglione del Lago, n.1835 - Roma, †1893)
- Luigi Serafini, cardinale e vescovo cattolico italiano (Magliano Sabina, n.1808 - Roma, †1894)
- Luigi Sincero, cardinale italiano (Trino, n.1870 - Roma, †1936)

## T(4)
- Ludovico Maria Torriggiani, cardinale italiano (Firenze, n.1697 - Roma, †1777)
- Luigi Traglia, cardinale e arcivescovo cattolico italiano (Albano Laziale, n.1895 - Roma, †1977)
- Luigi Tripepi, cardinale italiano (Cardeto, n.1836 - Roma, †1906)
- Luigi Trombetta, cardinale italiano (Civita Lavinia, n.1820 - Roma, †1900)

## V(2)
- Luigi Valenti Gonzaga, cardinale italiano (Roveredo di Guà, n.1725 - Roma, †1808)
- Luigi Vannicelli Casoni, cardinale e arcivescovo cattolico italiano (Amelia, n.1801 - Roma, †1877)

## ...(1)
- Luigi di Borbone-Vendôme, cardinale e vescovo cattolico francese (Fortezza di Ham, n.1493 - Palazzo Borbone, †1557)